# لا ياغوستا
بلدية لا ياغوستا (بالكاتالانية: la Llagosta) هي إحدى بلديات مقاطعة برشلونة، والتي تقع في منطقة كاتالونيا، شرق إسبانيا.
يبلغ عدد سكانها 13.517 نسمة وفقاً لإحصائية سنة (2007).

## أعلام
- أنطونيو غارسيا روبليدو